# بيلي نايت
بيلي نايت (بالإنجليزية: Billy Knight)‏ مواليد 9 يونيو 1952 في بنسيلفانيا، هو لاعب كرة سلة أمريكي معتزل. بدأ مسيرته الاحترافية في سنة 1974. تم اختياره من قبل فريق لوس أنجلوس ليكرز خلال الدرافت. يبلغ طوله 6 قدم 6 بوصة (2.0 م). اعتزل اللعب في 1985. أحرز خلال مسيرته في الإن بي إيه 13901 نقطة بمعدل 16.9 نقطة في المباراة الواحدة.

## المسيرة الاحترافية
لعب مع إنديانا بايسرز في سنة 1977، ثم لعب مع بوفالو بريفز في موسم 1977–1978، ثم لعب مع بوسطن سيلتكس في موسم 1978–1979، ثم لعب مع إنديانا بايسرز من سنة 1978 إلى 1983، ثم لعب مع سكرامنتو كينغز من سنة 1983 إلى 1985، ثم لعب مع سان أنطونيو سبرز في موسم 1984–1985، ثم لعب مع ليموج سي إس بي في الدوري الفرنسي في موسم 1985–1986.

## روابط خارجية
- بيلي نايت على موقع إن بي أي (الإنجليزية)
- بيلي نايت على موقع سبورتس رفرنس (الإنجليزية)
- بيلي نايت على موقع كلية كرة السلة في سبورتس رفرنس.كوم (الإنجليزية)
- بيلي نايت على موقع ريلجم (الإنجليزية)
- بيلي نايت على موقع بروبوليرز (الإنجليزية)
- بيلي نايت على موقع سبورتس رفرنس (الإنجليزية)